# Llocnou d'en Fenollet (ort)
Lugar Nuevo de Fenollet är en ort i Spanien.   Den ligger i provinsen Província de València och regionen Valencia, i den östra delen av landet, 300 km sydost om huvudstaden Madrid. Lugar Nuevo de Fenollet ligger 97 meter över havet och antalet invånare är 820.
Terrängen runt Lugar Nuevo de Fenollet är kuperad åt sydost, men åt nordväst är den platt. Runt Lugar Nuevo de Fenollet är det ganska tätbefolkat, med 139 invånare per kvadratkilometer. Närmaste större samhälle är Alzira, 15,4 km norr om Lugar Nuevo de Fenollet. 